# ボイロ

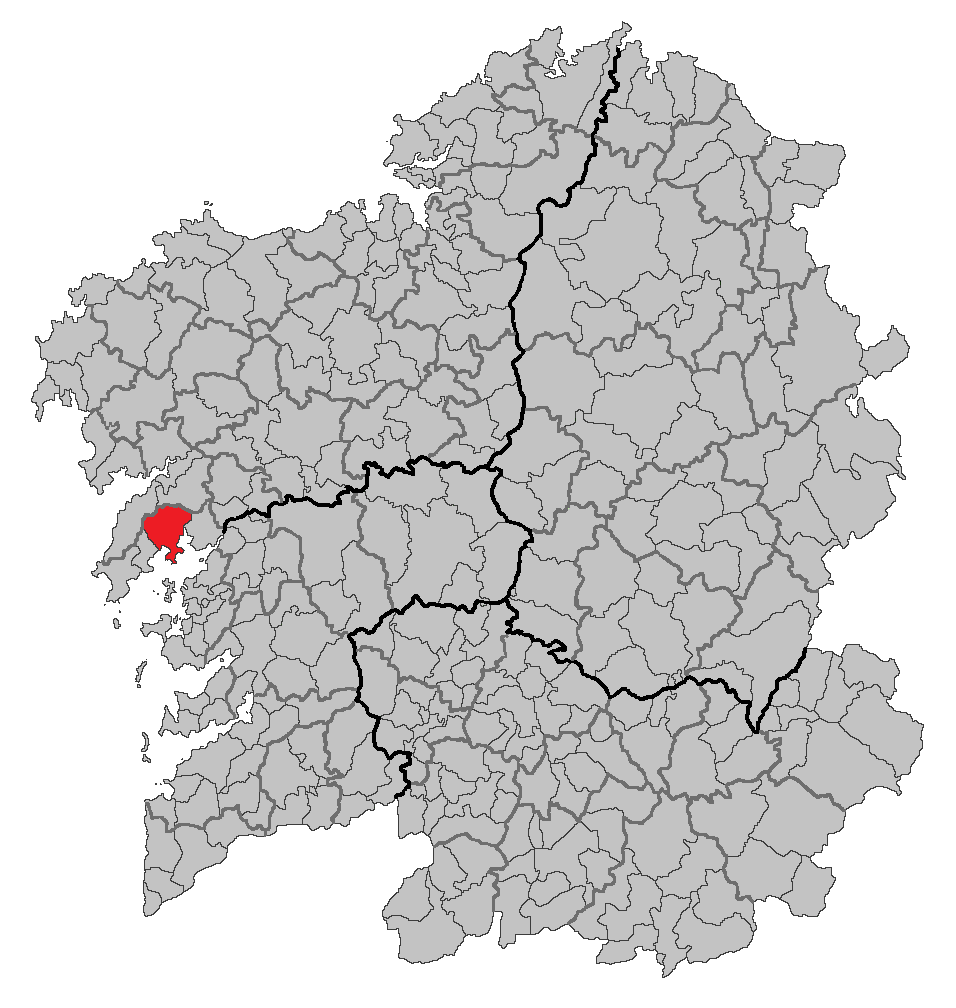

ボイロ（Boiro）は、スペイン、ガリシア州、ア・コルーニャ県の自治体、コマルカ・ド・バルバンサに属する。スペイン国立統計局によると、2010年の人口は19,076人（2006年：18,554人、2005年：18,469人、2004年：18,302人、2003年：18,241人）である。住民呼称は、男女同形のboirense。
ガリシア語話者の自治体人口に占める割合は98.67％（2001年）。

## 地理
ボイロはア・コルーニャ県の南西部に位置し、コマルカ・ド・バルバンサに属する。北はロウサーメ、東はリアンショ、西はア・ポブラ・ド・カラミニャルの各自治体と隣接、南はリア・デ・アロウサに面している。自治体中心地区はボイロ教区のボイロ地区。

### 人口
| ボイロの人口推移 1900－2010                             |
|                                                         |
| 出典:INE（スペイン国立統計局）1900年 - 1991年、1996年 - |

## 政治
自治体首長はガリシア民族主義ブロック（BNG）のショセ・ルイス・トーレス・コロメール（José Luis Torres Colomer）、自治体評議員はガリシア国民党：6、ガリシア民族主義ブロック：5、ガリシア社会党（PSdeG-PSOE）：4、IC BOIRO （Iniciativa Cidadá de Boiro）：2となっている（2007年の自治体選挙の結果、得票順）。

## 教区
ボイロは8の教区に分けられている。太字は自治体中心地のある教区。
- アバンケイロ（サン・クリストーボ）
- ベアーロ（サン・ペドロ）
- ボイロ（サンタ・バイア）
- カストロ（サンタ・マリーア）
- セスポン（サン・ビセンソ）
- クーレス（サント・アンドレ）
- ランポン（サンティアーゴ）
- マセンダ（サン・ショアン）